# Emanuel Rego
Emanuel Fernando Sheffer Rego, conegut com a Emanuel Rego o senzillament com a Emanuel, (Curitiba, Brasil 1973) és un jugador de voleibol platja brasiler, guanyador de tres medalles olímpiques.

## Biografia
Va néixer el 15 d'abril de 1973 a la ciutat de Curitiba, població situada a l'estat de Paranà.

## Carrera esportiva
Va participar, als 23 anys, en els Jocs Olímpics d'Estiu de 1996 realitzats a Atlanta (Estats Units), on fent parella amb Zé Marco de Melo aconseguí finalitzar en novena posició en la competició masculina de voleibol platja. En els Jocs Olímpics d'Estiu de 2000 realitzats a Sydney (Austràlia) tornà a finalitzà novè, si bé en aquesta ocasió fent parella amb José Loiola. En els Jocs Olímpics d'Estiu de 2004 realitzats a Atenes (Grècia), i fent parella amb Ricardo Santos, aconseguí guanyar la medalla d'or. En els Jocs Olímpics d'Estiu de 2008 realitzats a Pequín (Xina) aconseguiren guanyar la medalla de bronze. En els Jocs Olímpics d'Estiu de 2012 celebrats a Londres (Regne Unit) aconseguí guanyar la medalla de plata en aquesta competició, fent parella amb Alison Cerutti.
Al llarg de la seva carrera ha guanyat quatre medalles en el Campionat del Món de voleibol platja, destacant tres medalles d'or, i dues medalles d'or en el Jocs Panamericans.